# Clotilde García del Castillo (pintura)
Clotilde García del Castillo es un cuadro realizado en 1890 por el pintor valenciano Joaquín Sorolla. 

## Descripción
Se trata de un retrato que formó parte del legado fundacional del Museo Sorolla. En él vemos a Clotilde García del Castillo, esposa del pintor, sentada en una silla de costillas, vestida de negro con guantes pardos. El cabello se recoge en la parte alta de la cabeza, adornado con una flor amarilla. Su mano derecha va a la mejilla mientras que la mano izquierda reposa sobre el apoyabrazos.